# 타래풀거미
타래풀거미(학명: Allagelena difficilis)는 거미목 가게거미과 타래풀거미속에 속하는 거미의 일종이다. 한국·중국 등 동아시아에 분포하며, 수풀에 깔때기 모양의 그물을 치는 정주성 거미이다.